# エル・アレフ
エル・アレフ（原題:El Aleph）は、アルゼンチン人の作家、ホルへ・ルイス・ボルヘスによる1949年の短編集。「エル・アレフ」という邦題は木村榮一および篠田一士によるもので、鼓直による邦題ではアレフ、土岐恒二による邦題では不死の人(短編集内の一つの短編のタイトルによる)。

## 概要
Editorial Losada(英語版)より1949年に刊行。全部で17編の短編から成る。表題作である「アレフ」とは、宇宙の総体がうつし出される直径3cmほどの小さな球体に纏わる話である。
また、この短編集は、1957年にアルゼンチンの大統領事務局であるSecretaría de Cultura de la Naciónによって、Obras de Imaginación en Prosa(散文における想像力を称えた賞)の枠組みで一等賞を受賞した。

## 内容
邦題は土岐恒二の「不死の人(新しい世界の短編)」(白水社、1968年)に拠った。
1. 不死の人
2. 死人
3. 戦士と囚われの女の物語
4. タデオ・イシドーロ・クルスの生涯
5. エンマ・ツンツ
6. アステリーオンの家
7. もうひとつの死
8. ドイツ鎮魂曲
9. アヴェロエスの探求
10. ザーヒル
11. 神の書跡
12. アベンハカーン・エル・ボハリー　おのれの迷宮にて死す
13. ふたりの王とふたつの迷宮
14. 期待
15. 敷居の上の男
16. アレフ
17. エピローグ[3]